# Yucca House nationalmonument

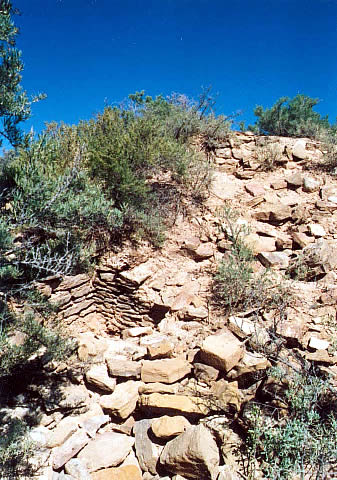
Yucca House nationalmonument

Yucca House nationalmonument ligger i delstaten Colorado i USA. Där finns resterna av vad man tror varit en stor mötesplats för pueblofolket åren 1150-1300 e. Kr. Det är en av de största arkeologiska utgrävningarna i Colorado. Man hoppas att utgrävningarna ska kunna ge svar på varför pueblofolket emigrerade söderut någon gång 1200-1300.
Där finns för närvarande inga faciliteter för besökare.